# 什刹海 (电视剧)
《什刹海》，是一部中国都会家庭题材电视剧作品，由华夏视听、维乐嘉禾影业以及猫眼娱乐联合出品。由导演付宁编剧并执导，刘佩琦、连奕名、曹翠芬、张龄心、关晓彤、张晞临、刘敏、閻龙飞领衔主演，吴磊、牛莉友情出演。2020年7月10日在央视一套播出。

## 播放平台
2020年7月10日，在中国中央电视台综合频道黄金剧场首播，并在爱奇艺、腾讯视频和优酷同步播出。
2021年2月17日，在天津卫视播出。

## 登场人物
| 演员   | 角色   | 关系/昵称                    |
| 刘佩琦 | 庄为天 | 京城国宴名厨，世代贝勒府私厨 |
| 曹翠芬 | 金颜   | 贝勒府格格                   |
| 连奕名 | 庄志斌 | 庄家老三                     |
| 张龄心 | 孙凤   | 凤儿，庄家三儿媳             |
| 关晓彤 | 庄晓晓 | 大孙女                       |
| 吴磊   | 项东   |                              |
| 张晞临 | 庄志存 | 庄家老大                     |
| 牛莉   | 陈惠心 | 庄志存前妻，庄晓晓的妈妈     |
| 刘敏   | 庄静   | 庄家小女儿                   |
| 閻龙飞 | 大卫   |                              |